# Paraxerus
Genre
Paraxerus est un genre  de rongeurs de la famille des Sciuridae. 

## Liste des espèces
Selon ITIS (2 juin 2016) :
- Paraxerus alexandri (Thomas and Wroughton, 1907) - écureuil d'Alexandre
- Paraxerus boehmi (Reichenow, 1886) - écureuil des bois de Boehm
- Paraxerus cepapi (A. Smith, 1836)
- Paraxerus cooperi Hayman, 1950
- Paraxerus flavovittis (Peters, 1852)
- Paraxerus lucifer (Thomas, 1897)
- Paraxerus ochraceus (Huet, 1880)
- Paraxerus palliatus (Peters, 1852)
- Paraxerus poensis (A. Smith, 1830) - écureuil du Fernando Po
- Paraxerus vexillarius (Kershaw, 1923)
- Paraxerus vincenti Hayman, 1950